# Route de Tchemal
La route de Tchemal (en russe : Чемальский тракт), est une route régionale dans la république de l'Altaï reliant le village d'Oust-Séma dans le raïon de Tchemal à Kouyous, en longeant la rive droite de la Katoun durant tout son itinéraire. La route est dénommée 84K-116, et est revêtue d'asphalte sur la  grande majorité du trajet.

## Itinéraire
- R256 à Oust-Séma, km 0
- Tchepoch (en) km 7
- Route 84K-4 vers Askat (en) et Anos (en) km 18,6
- Ouznezya (en) km 20
- Route vers Belcheptir dans le village d'Ouznezya
- Route vers Nijni Kouyoum km 24,9
- Elekmonar (en) km 27
- Route vers les Lacs de Karakol (ru)
- Pont piéton vers  Ayoula (en) km 28,2
- Tchemal km 34
- Route vers Ouodjan (en)
- Route vers Tolgoïek (en)
- Elanda (en) km 61
- Route vers Oroktoï (en) km 78
- Route vers Edigan (en) km 80
- Kouyous (en) km 88
- Cascade de la rivière Beltertouyouk, fin de la route km 98[1]

## Description

### D'Oust-Séma à Tchemal

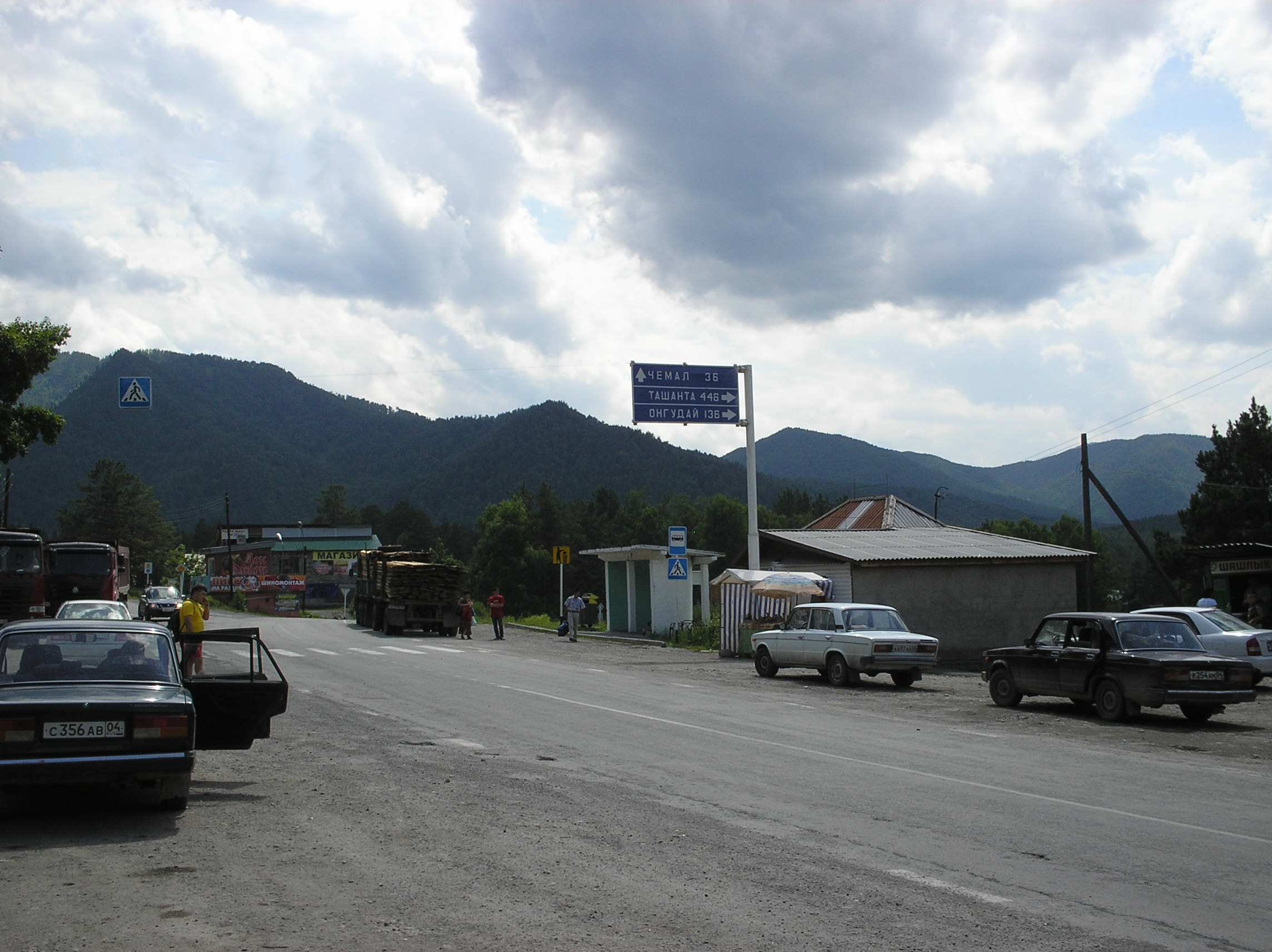
Début de la route peu après le rond-point à Oust-Séma. Le panneau indique Tchemal et en tournant Tashanta et Ongoudaï, en empruntant l'ancien pont.

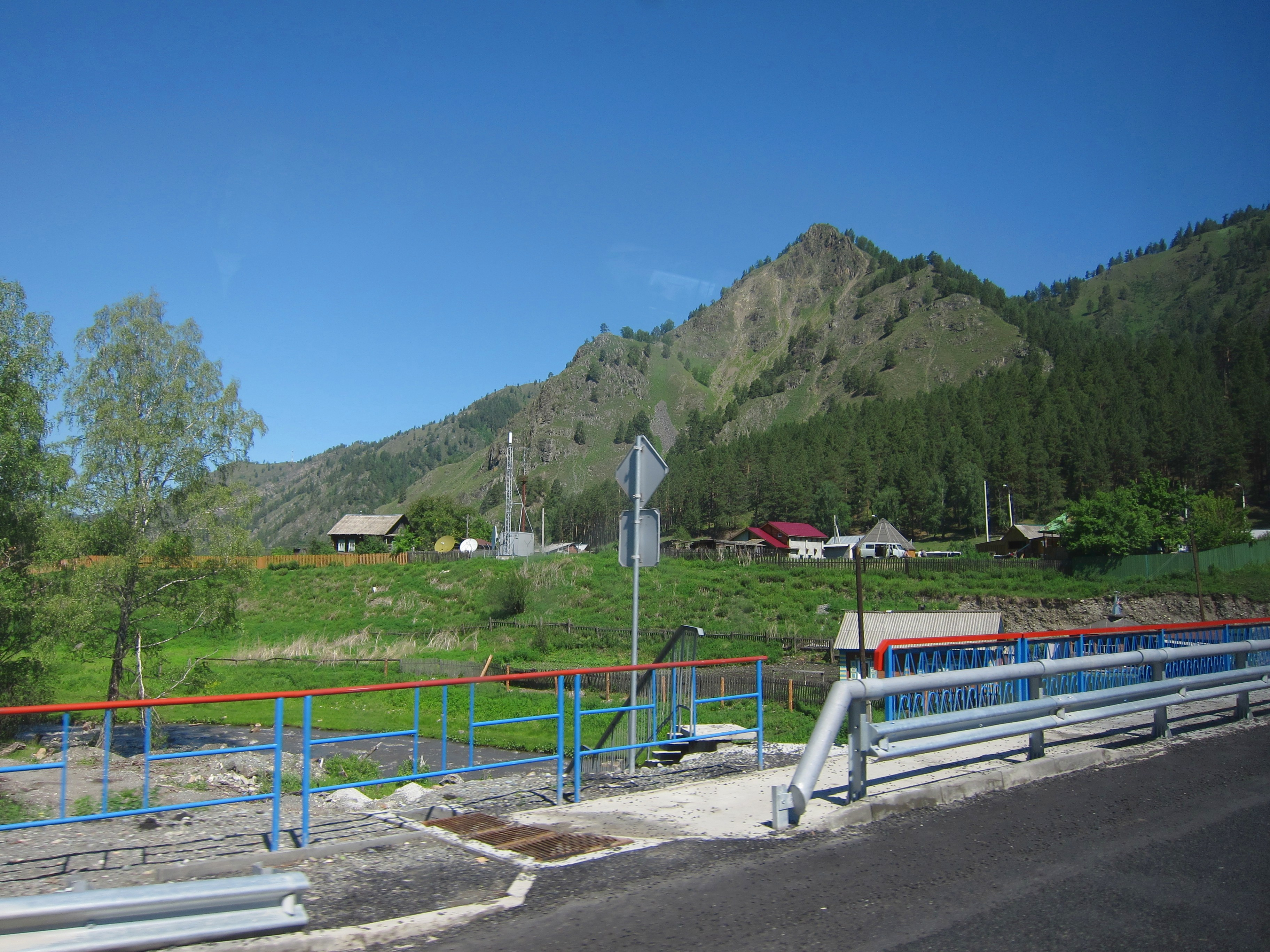
Pont sur la rivière Ouznezya dans le village éponyme.

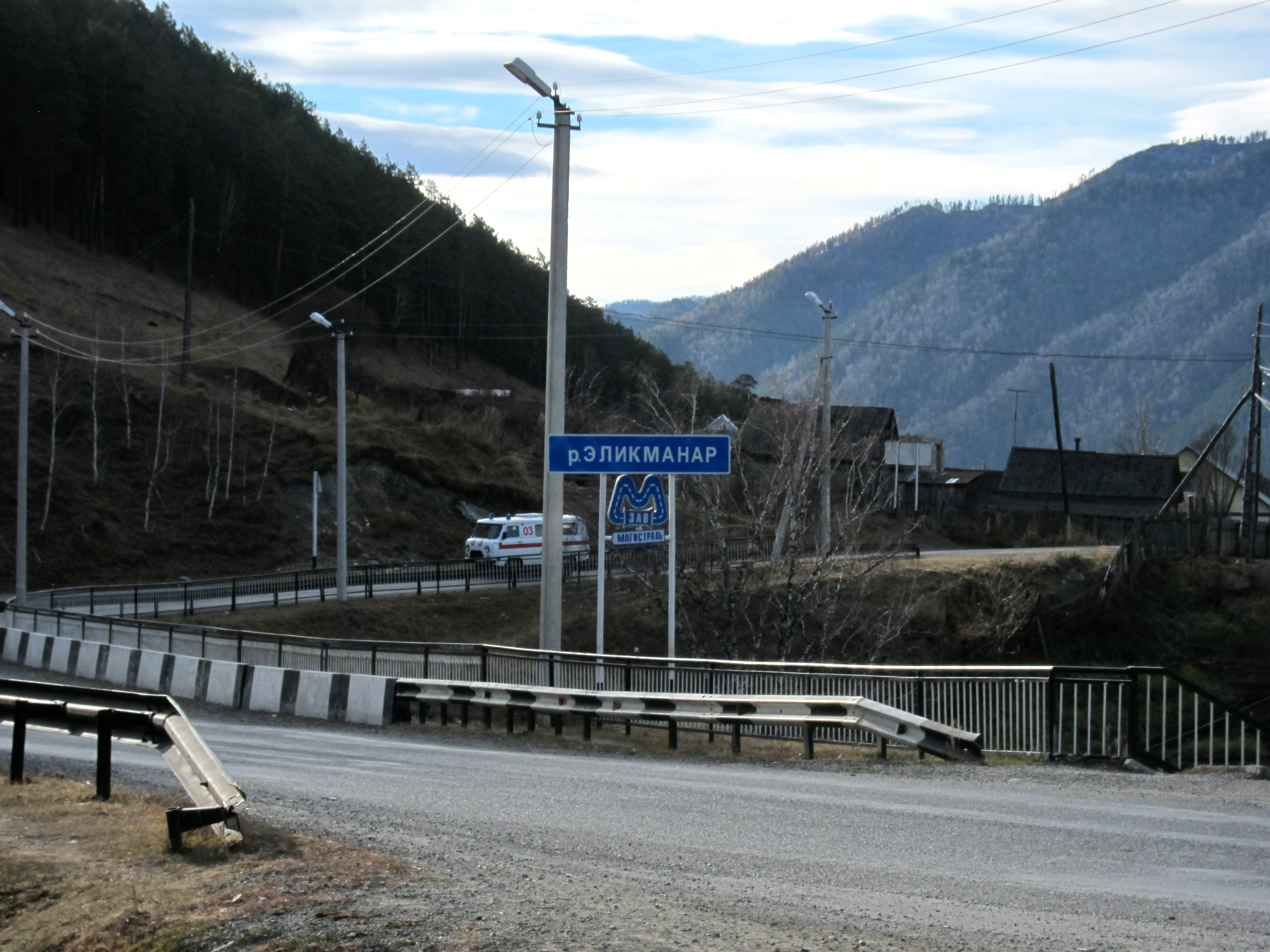
Pont sur la rivière Elekmonar à Elekmonar.

La route commence à un rond-point avec la route de la Tchouïa au nord d'Oust-Séma. Alors que la R256 enjambe la Katoun pour aller vers Chebalino et jusqu'à Tashanta, la route de Tchemal reste quant à elle sur la rive droite de la Katoun, et prend direction du sud-est. Une fois le village passé, la route se faufile entre les montagnes et la rivière, longeant au passage des rapides. Après 7 kilomètres depuis le début de la route, la route atteint Tchepoch. La route est alors d'un côté bordée par le village, et de l'autre côté de forêts de pins de Sibérie et de mélèzes de Sibérie, arbres présents pendant tout le trajet. Peu après le village, elle est bordée par des champs et des ranchs, dont de grands dans une petite plaine dans un méandre de la rivière. Elle arrive alors à Tourbaza Katoun, petit village avec de nombreux petits hôtels et campings. La route franchit juste après une gorge de la rivière et après ces virages, elle croise un pont menant vers les villages d'Askat et Anos sur l'autre rive. La route arrive alors à Ouznezya, elle croise la route vers Belcheptir et franchit toujours dans le village la rivière Ouznezya. Une fois le village passé, elle continue à longer la rivière, et après un tournant, elle croise le pont piéton vers Anos, puis moins d'un kilomètre après, elle croise sur la gauche la route vers Nijni Kouyoum et juste après enjambe la rivière Koyoum. Au kilomètre 27, la route atteint Elekmonar, en passant à côté du Paléopark, un musée archéologique. Dans le village elle croise le chemin qui emprunte le pont piéton vers Roublyovka et les « dents de dragon », formation rocheuse dans la rivière. Un peu plus loin dans le village, elle franchit la rivière Elekmonar, puis croise la route vers les lacs de Karakol. La route continue ensuite son chemin, croise le pont piéton vers Ayoula, et monte ensuite une côte assez importante pour arriver sur une plaine où se trouve Tchemal.

### De Tchemal à la cascade

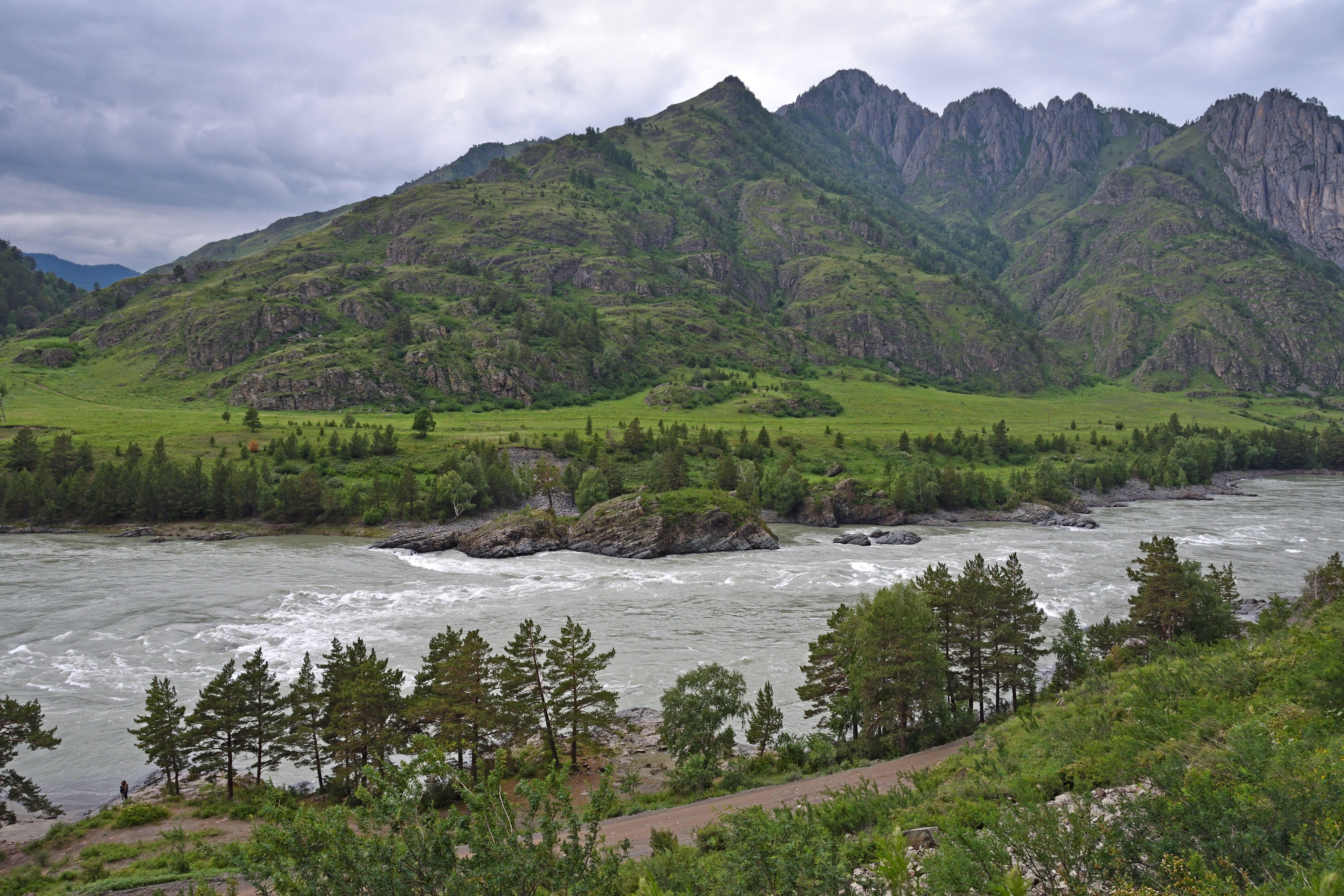
Rapides d'Elanda avec la route en contrebas.

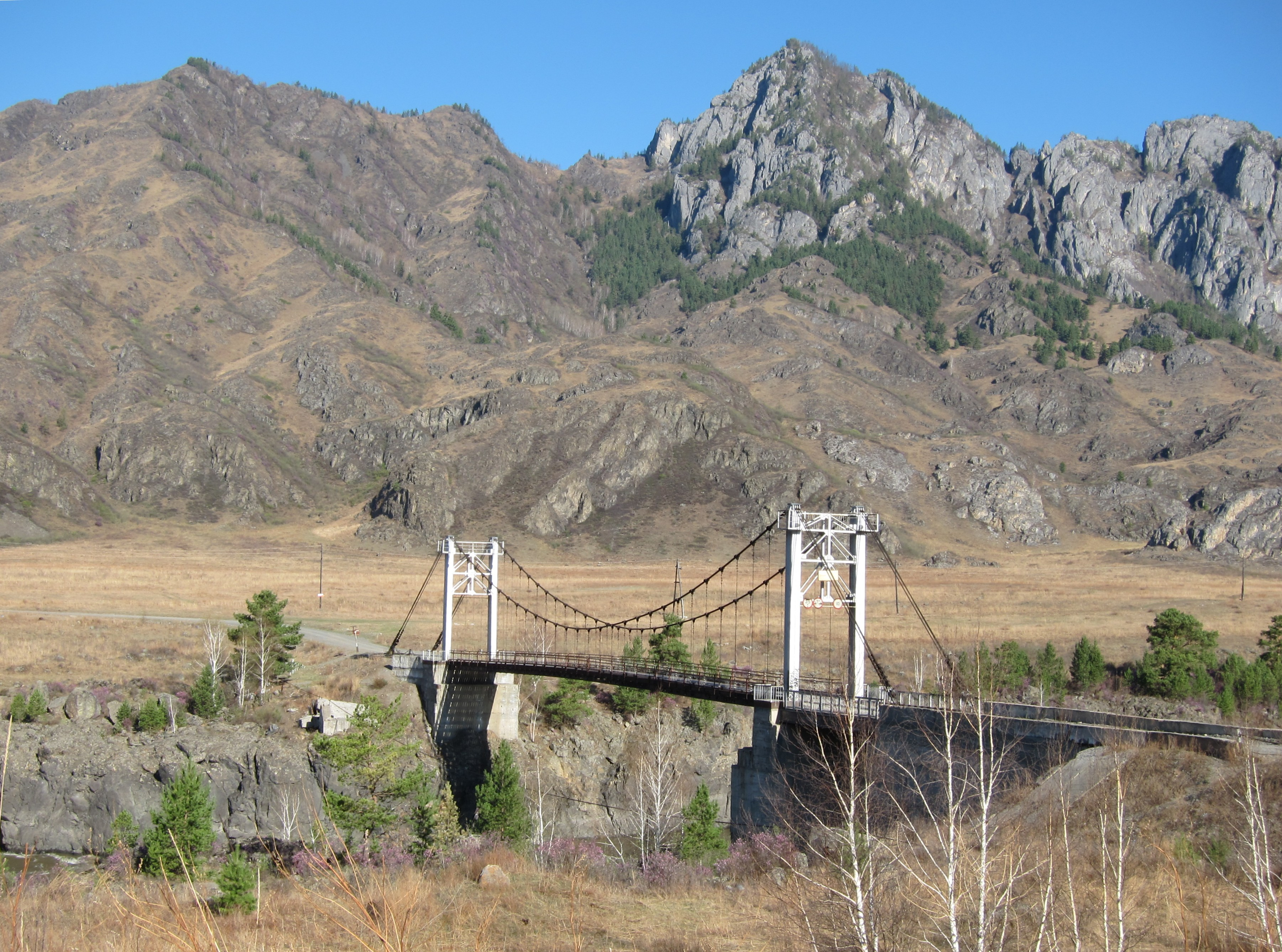
Le pont vu depuis la route.

Une fois arrivée à Tchemal, elle traverse la commune, croise la route vers Ouodjan, enjambe la rivière Tchemal, et longe le petit lac de barrage de la centrale hydroélectrique de Tchemal. Après être sortie du village, la route regagne la Katoun. La route alterne alors entre portions à flanc de falaise et petites plaines alluviales. Elle croise alors la route vers Tolgoïek, et durant tous ses 30 kilomètres entre Tchémal et Elanda, croise plusieurs campings ainsi que la cascade de Tchech-Kysh. Le trajet continue, dans une vallée de plus en plus serrée, avec d'abord les ruines du barrage qui aurait dû être construit sur la Katoun, puis juste après les rapides d'Elanda. La vallée que la route emprunte continue toujours de se resserrer au fur et à mesure du trajet, jusqu'à atteindre le pont d'Oroktoï (en), endroit le plus étroit de la rivière sur le trajet, avec des rapides. La route atteint par la suite un croisement vers Edigan (en), la route n'est alors plus revêtue d'asphalte. La route finit alors son trajet, d'abord en arrivant à Kouyous puis finalement en atteignant les cascades, dont la plus grande de 29 mètres de haut, de la rivière Beltertouyouk. 

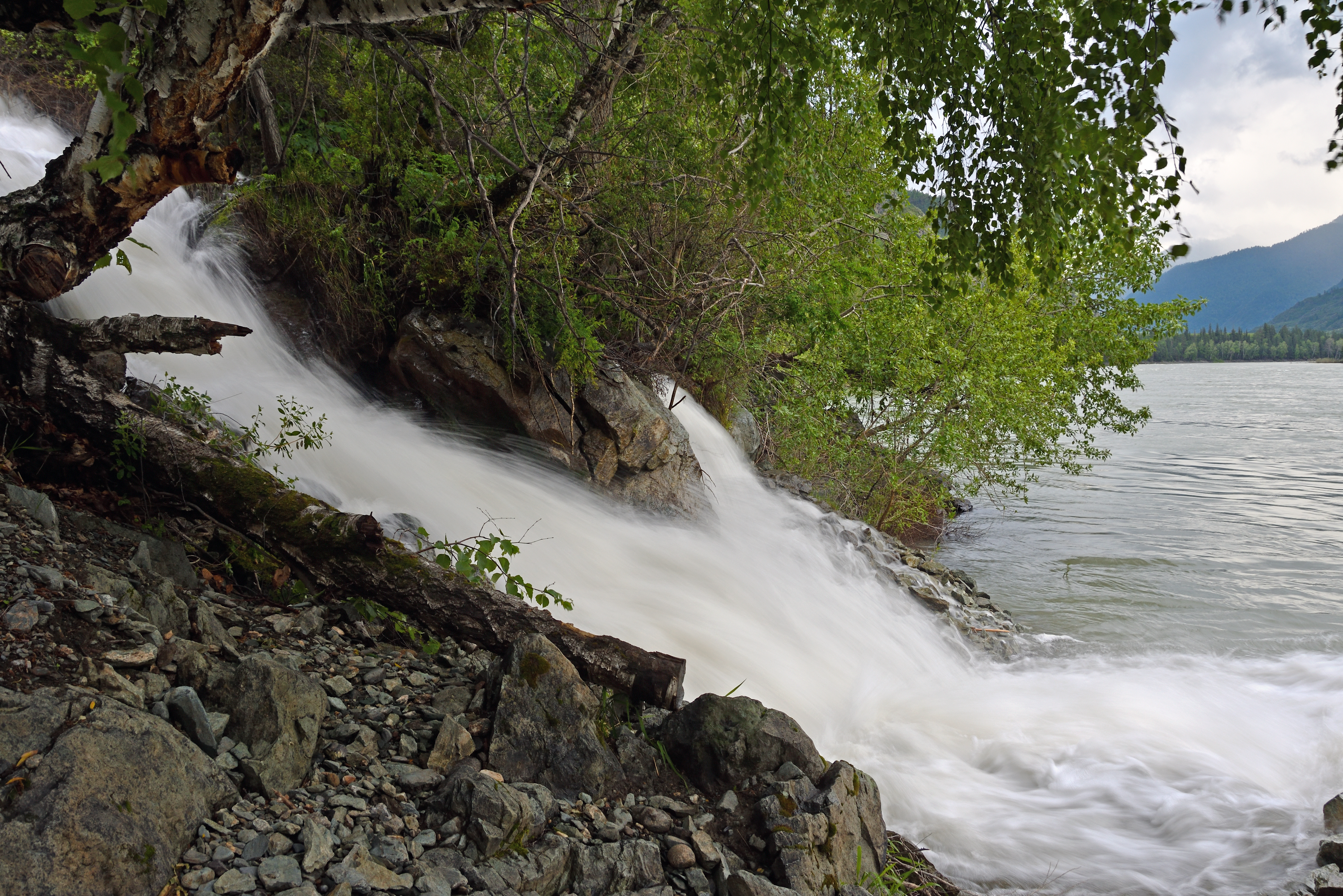
Fin de la route avec la rivière se jetant dans la Katoun.

## Sites remarquables
- Site archéologique de Tchepoch
- Grotte Toutkoushskaya et site archéologique d'Oust-Kuyum

- Lacs de Karakol

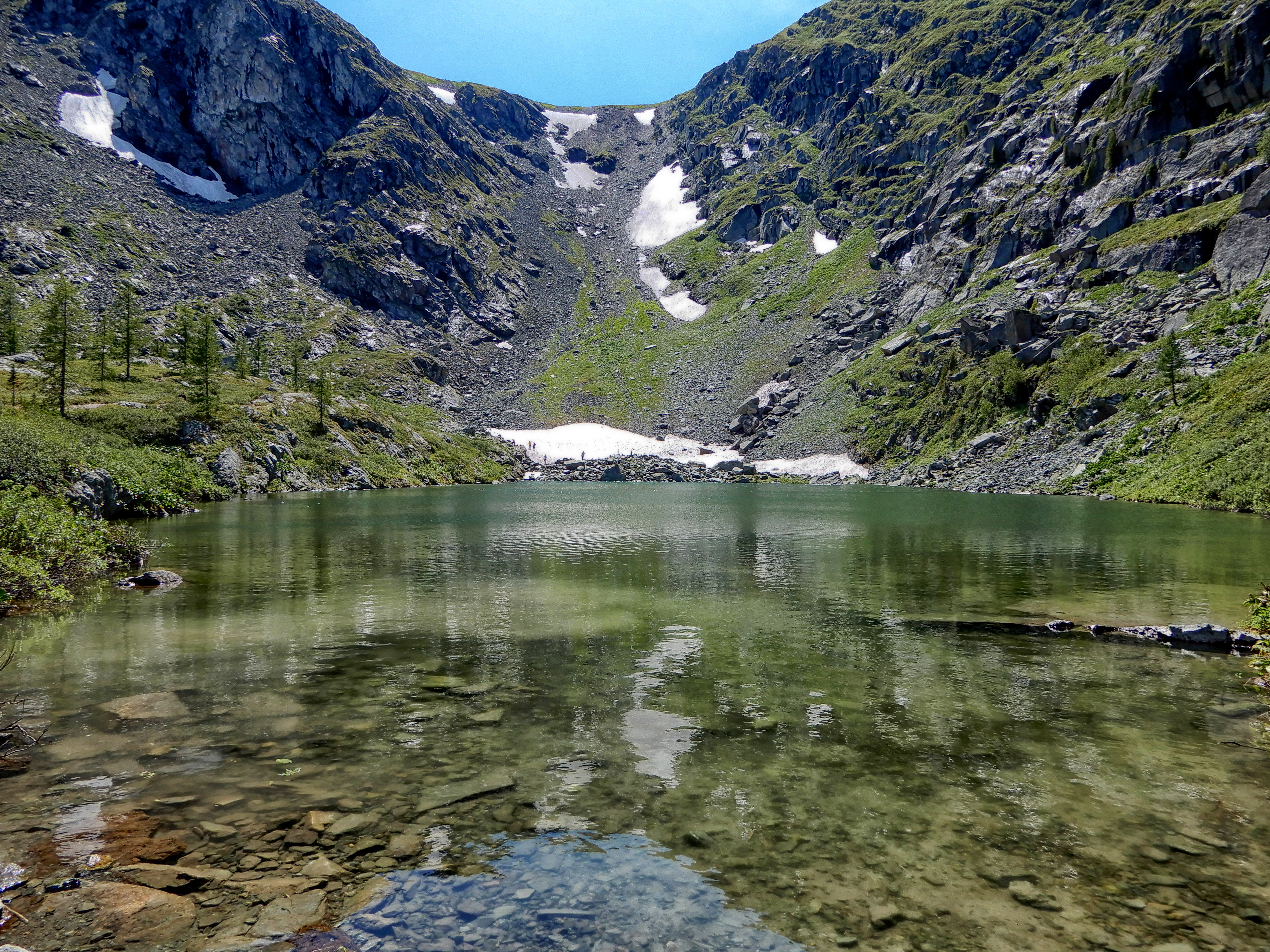
Un des lacs de Karakol

- Église orthodoxe de Saint-Jean le Théologien sur l'île de Patmos, une île sur la rivière Katoun à Tchemal
- Gorge du ruisseau Tchech-Kysh
- Sites archéologique de Kyzyl-Telan à Kouyous avec de nombreux monticules et pétroglyphes.
- Cascades de la rivière Beltertouyouk[3]